# Samuel Šefčík
Samuel Šefčík (sinh 4 tháng 11 năm 1996) là một cầu thủ bóng đá Slovakia hiện tại thi đấu cho câu lạc bộ Fortuna Liga FK Senica, mượn từ ŠK Slovan Bratislava ở vị trí tiền vệ tấn công hay tiền vệ cánh.

## Sự nghiệp câu lạc bộ

### ŠK Slovan Bratislava
Šefčík ra mắt tại Fortuna Liga cho ŠK Slovan Bratislava ngày 9 tháng 4 năm 2016 trước MFK Ružomberok. Anh phải ra sân sau 20 phút thi đấu do chấn thương.